# Мартін Тошев
Мартін Тошев (болг. Мартин Тошев, нар. 15 серпня 1990, Крупник) — болгарський футболіст, нападник казахстанського клубу «Шахтар» (Караганда).
Виступав, зокрема, за клуби ЦСКА (Софія) та «Чорноморець» (Бургас), а також молодіжну збірну Болгарії.

## Клубна кар'єра
Народився 15 серпня 1990 року в місті Крупник. Вихованець футбольної школи клубу ЦСКА (Софія). Дорослу футбольну кар'єру розпочав 2007 року в основній команді того ж клубу, в якій того року взяв участь у 2 матчах чемпіонату. У січні 2008 року Тошев поїхав до Німеччини, де тренувався у молодіжній академії «Кельна», а також виступав за резервну команду. Через півроку Мартын повернувся до Болгарії і підписав свій перший трирічний професійний контракт з софійським ЦСКА. Цього разу відіграв за армійців з Софії наступний сезон своєї ігрової кар'єри і виграв Суперкубок Болгарії. 6 грудня 2008 року Тошев забив свої перші голи за «армійців», відзначившись дублем у гостьовій грі (5:0) проти «Балкан» (Ботевград) у 1/8 фіналу Кубка Болгарії.
Після закінчення сезону 2008/09 Тошев за 100 000 євро перейшов у «Чорноморець» (Бургас). 17 серпня 2009 року Мартін дебютував за команду з Бургаса в домашньому матчі проти пловдивського «Локомотива», який завершився перемогою з рахунком 2:1. Спочатку Мартін був основним гравцем клубу, але 11 квітня 2011 року Тошев отримав серйозну травму в грі проти клубу «Сливен 2000» і більше за клуб не грав. Під час зимової перерви сезону 2011/12 контракт з клубом був розірваний.
У березні 2012 року Тошев підписав контракт із софійською «Славією», зігравши за столичну команду 9 матчів у чемпіонаті до кінця сезону 2011/12, після чого виступав за «Септемврі» (Симитлі), де провів сезон 2013/14 у аматорському чемпіонаті Болгарії.
Влітку 2014 року уклав контракт з клубом «Пірін» (Благоєвград), який в першому ж сезоні допоміг посісти 2 місце у Групі Б та вийти до вищого болгарського дивізіону, де Тошев і провів з командою наступний рік.
Влітку 20156 року Тошев перейшов у клуб другої німецької Бундесліги «Ерцгебірге Ауе», де не змів закріпитись, тому вже в січні наступного року був відданий в оренду в клуб Третьої ліги «Аален», але і там мало грав, тому 8 липня 2-17 року, Тошев повернувся до Болгарії, підписавши контракт із новачком вищого дивізіону «Септемврі» (Софія). Він дебютував за команду 17 липня 2017 року в матчі проти «Дунава» (Русе) і одразу став основним гравцем команди, але покинув клуб наприкінці сезону 2017/18, коли закінчився його контракт.
У червні 2018 року Тошев підписав контракт з чемпіоном Лівану «Аль-Ахедом». З клубом він зміг захистити титул і у наступному сезоні, а також забив десять голів, ставши третім найкращим бомбардиром чемпіонату. Крім того він виграв з командою національний кубок та Суперкубок, а також міжнародний Кубок АФК 2019.
У червні 2019 року Тошев став гравцем софійського «ЦСКА 1948», але провівши з командою лише кілька тижнів і не зігравши жодної гри перейшов у казахстанський «Жетису». В дебютному сезоні за талдикорганців провів 14 матчів, забив 9 голів і став автором 1 гольової передачі. У сезоні 2020 року болгарин також провів 14 матчів в казахстанської Прем'єр-Лізі і записав на свій рахунок 4 голи.
На початку 2021 року став гравцем румунської «Академіки» (Клінчень), але зіграв за клуб лише одну гру і вже в травні повернувся до Казахстану, ставши гравцем «Шахтаря» (Караганда). Станом на 5 серпня 2021 року відіграв за команду з Караганди 6 матчів в національному чемпіонаті.

## Виступи за збірні
Виступав дебютував у складі юнацької збірної Болгарії (U-19).
Протягом 2009—2011 років залучався до складу молодіжної збірної Болгарії. На молодіжному рівні зіграв у 4 офіційних матчах.

## Титули і досягнення
- Володар Суперкубка Болгарії (1): 2008
- Чемпіон Лівану (1): 2019
- Володар Кубок Лівану (1): 2019
- Володар Суперкубок Лівану (1): 2018
- Володар Кубка АФК (1): 2019